# Richard Howard (athlétisme)
Pour les articles homonymes, voir Howard.
Richard Wayne « Dick » Howard (né le 22 août 1935 à Oklahoma City et décédé le 9 novembre 1967 dans le quartier d'Hollywood de Los Angeles) est un athlète américain spécialiste du 400 mètres haies. Licencié au UNM Lobos, il mesurait 1,85 m pour 78 kg.

## Carrière
Il décède d'une overdose d'héroïne en 1967.

### Palmarès
| Date | Compétition           | Lieu    | Résultat | Performance |
| ---- | --------------------- | ------- | -------- | ----------- |
| 1959 | Jeux panaméricains    | Chicago | 2e       | 51 s 3      |
| 1960 | Jeux olympiques d'été | Rome    | 3e       | 49 s 90     |

### Records
| Épreuve          | Performance | Lieu | Date |
| ---------------- | ----------- | ---- | ---- |
| 400 mètres haies | 49 s 90     | Rome | 1960 |